# Pilea lurida
Pilea lurida är en nässelväxtart som beskrevs av John Wright. Pilea lurida ingår i släktet pileor, och familjen nässelväxter. Inga underarter finns listade i Catalogue of Life.